# World Trade Center (película)
World Trade Center (en Hispanoamérica, Las Torres Gemelas) es una película de hechos reales estadounidense del año 2006, basada en los ataques terroristas del 11 de septiembre de 2001 a las Torres Gemelas del World Trade Center en la ciudad de Nueva York. Fue distribuida por Paramount Pictures y estrenada el 9 de agosto de 2006 en Estados Unidos. Está dirigida por Oliver Stone, cineasta de larga carrera galardonado con tres Óscar, y protagonizada por los actores Nicolas Cage, Michael Peña, Maggie Gyllenhaal, Maria Bello, Stephen Dorff, Jay Hernández, Michael Shannon y Frank Whaley. Se trata de la segunda película sobre el 11-S, tras United 93 también estrenada en 2006.

## Sinopsis
Inspirada en hechos reales, relata la historia de los policías de la Autoridad Portuaria, el sargento John McLoughlin (Nicolas Cage) y el oficial Will Jimeno (Michael Peña). El 11 de septiembre de 2001, el Vuelo 11 de American Airlines y el vuelo 175 de United Airlines fueron secuestrados por miembros del grupo terrorista Al Qaeda y finalmente fueron colisionados deliberadamente contra las Torres Gemelas del World Trade Center en la ciudad de Nueva York. A raíz de este incidente, McLoughlin y Jimeno, junto a otros oficiales son enviados a entrar en acción. 
Con un reducido grupo de voluntarios, ambos oficiales se adentran en las torres en llamas para ayudar a las personas atrapadas. La película cuenta los esfuerzos por rescatar a estos dos hombres que quedaron sepultados bajo los escombros tras el posterior derrumbamiento de las Torres Gemelas. Es una versión muy cercana a la realidad, con recopilaciones de datos reales de los protagonistas de estos atentados.

## Reparto
| Personaje        | Actor original Estados Unidos |
| ---------------- | ----------------------------- |
| John McLoughlin  | Nicolas Cage                  |
| Will Jimeno      | Michael Peña                  |
| Allison Jimeno   | Maggie Gyllenhaal             |
| Donna McLoughlin | Maria Bello                   |
| Scott Strauss    | Stephen Dorff                 |
| Dominick Pezzulo | Jay Hernández                 |
| Dave Karnes      | Michael Shannon               |
| Chuck Sereika    | Frank Whaley                  |
| Oficial Colovito | Nicholas Turturro             |

## Producción
Cuando quiso hacer la película, Oliver Stone tuvo el objetivo de recordar a la gente las reacciones que siguieron al desastre, antes de que los políticos se involucrasen.

## Recepción
La obra cinematográfica tuvo cierto éxito taquillero en su país de origen, Estados Unidos, donde fue apreciado en mucho el tono patriota empleado por Stone.